# Campionati europei maschili di pallacanestro Division B
L'EuroBasket Division B è stato il secondo livello della pallacanestro europea fino al 2011.

## Formato
Le squadre erano inserite in tre gironi di qualificazione al termine dei quali le prime classificate e la migliore seconda si sfidavano per decidere le due squadre che accedevano ai gironi di qualificazione dell'EuroBasket, prendendo il posto delle peggiori due del livello superiore. Division A e B non erano collegate alla Division C, il livello più basso della pallacanestro europea.
L'ultima edizione si è disputata nel 2011 e tutte le squadre che vi hanno partecipato sono state ammesse alle Qualificazioni al Campionato europeo maschile di pallacanestro 2013 a seguito della decisione della FIBA di abolire il sistema delle divisioni.

## Tornei
| Anno          | Spareggio promozione alle qualificazioni dell'EuroBasket                            | Spareggio promozione alle qualificazioni dell'EuroBasket                            | Spareggio promozione alle qualificazioni dell'EuroBasket                            | Spareggio promozione alle qualificazioni dell'EuroBasket                            | Spareggio promozione alle qualificazioni dell'EuroBasket                            | Spareggio promozione alle qualificazioni dell'EuroBasket                            |
| Anno          | Promossa                                                                            | Risultato totale                                                                    | Finalista                                                                           | Promossa                                                                            | Risultato totale                                                                    | Finalista                                                                           |
| ------------- | ----------------------------------------------------------------------------------- | ----------------------------------------------------------------------------------- | ----------------------------------------------------------------------------------- | ----------------------------------------------------------------------------------- | ----------------------------------------------------------------------------------- | ----------------------------------------------------------------------------------- |
| 2005 dettagli | Macedonia del Nord                                                                  | 200–137                                                                             | Austria                                                                             | Danimarca                                                                           | 152–150                                                                             | Irlanda                                                                             |
| 2007 dettagli | Finlandia                                                                           | 187–144                                                                             | Romania                                                                             | Gran Bretagna                                                                       | 163–119                                                                             | Svizzera                                                                            |
| 2009 dettagli | Montenegro                                                                          | 158–121                                                                             | Svezia                                                                              | Georgia                                                                             | 175–159                                                                             | Bielorussia                                                                         |
| 2011 dettagli | Il sistema delle divisioni è stato abolito e non ci sono stati spareggi promozione. | Il sistema delle divisioni è stato abolito e non ci sono stati spareggi promozione. | Il sistema delle divisioni è stato abolito e non ci sono stati spareggi promozione. | Il sistema delle divisioni è stato abolito e non ci sono stati spareggi promozione. | Il sistema delle divisioni è stato abolito e non ci sono stati spareggi promozione. | Il sistema delle divisioni è stato abolito e non ci sono stati spareggi promozione. |